# Tülin Özen
Tülin Özen es una actriz turca conocida por haber interpretado a la sultana Handan en la serie Muhteşem Yüzyıl Kösem.

## Biografía
Tülin tiene una hermana menor.
Estudió en el "Izmir Bornova Anatolian High School" de donde se graduó.
Tülin sale con el actor turco Tansu Biçer.

## Carrera
En el 2005 se unió al elenco principal de la serie Beyaz Gelincik donde interpretó a Meryemce Aslanbas, la esposa de Mustafa Aslanbaş (Mehmet Günsür) hasta el 2007.
En 2009 se unió a la serie Kapaliçarsi donde dio vida a Seher Bulut, hasta el 2010.
En el 2015 se unió al elenco principal de la popular serie turca Muhteşem Yüzyıl Kösem donde interpretó a Handan Valide Sultan, la madre del Sultán Ahmed I (Ekin Koç), hasta el 2016 después de que su personaje se quitara la vida.

## Filmografía

### Televisión
| Año       | Título                | Personaje            | Nota(s)                 |
| --------- | --------------------- | -------------------- | ----------------------- |
| 2004      | Aynalar               | Melda                |                         |
| 2006      | Rüya gibi             |                      | 3 episodios - miniserie |
| 2005-2007 | Beyaz Gelincik        | Meryemce Aslanbaş    |                         |
| 2008      | Cennetin Çocukları    | Cennet               | Protagonista            |
| 2009-2010 | Kapalıçarşı           | Seher Bulut          | Elenco principal        |
| 2011      | Üsküdar'a Giderken    | Ayşe                 |                         |
| 2014      | Aldırma Gönül         | Gönül                | Protagonista            |
| 2015-2016 | Muhteşem Yüzyıl Kösem | Sultana Handan       | Elenco principal        |
| 2017      | Masum                 | Emel Bayrakçı        | Serie web               |
| 2017      | Aşk ve Gurur          | Türkan               | Elenco principal        |
| 2017-2018 | Ufak Tefek Cinayetler | Arzu Küçükata Kaymaz | Protagonista            |
| 2020-2021 | Kırmızı Oda           | Piraye Artun         | Elenco principal        |

### Películas
| Año  | Título         | Personaje | Notas                                                                               |
| ---- | -------------- | --------- | ----------------------------------------------------------------------------------- |
| 2010 | Miel           | Zehra     | junto a Bora Altas, Erdal Besikçioglu, Ayse Altay y Özkan Akcay                     |
| 2008 | Vicdan         | Songül    | junto a Nurgül Yesilçay, Murat Han, Nazan Kesal, Nihan Koruyucu y Riza Sönmez       |
| 2004 | Melegin Düsüsü | Zeynep    | junto a Budak Akalin, Musa Karagöz, Engin Dogan, Yesim Ceren Bozoglu y Özlem Turhal |
| 2004 | Melek Oyunu    | Tulin     | corto - junto a Aytug Civan                                                         |

## Premios y nominaciones
| Año  | Categoría               | Premio                                         | Películas      | Resultado |
| ---- | ----------------------- | ---------------------------------------------- | -------------- | --------- |
| 2008 | Best Supporting Actress | SIYAD Turkish Film Critics Association Award   | Vicdan         | Ganó      |
| 2006 | Best Actress            | Nuremberg Film Festival "Turkey-Germany" Award | Melegin Düsüsü | Ganó      |
| 2005 | Most Promising Actress  | Ankara International Film Festival Award       | Melegin Düsüsü | Ganó      |
| 2005 | Most Promising Actress  | Ankara International Film Festival Award       | Melegin Düsüsü | Ganó      |
| 2004 | Best Actress            | Golden Orange Award                            | Melegin Düsüsü | Ganó      |